# Bruno Schulz
Bruno Schulz (Drohobyč, 12. srpnja 1892. – Drohobycz, 19. studenog 1942.), poljski pisac i profesor crtanja. 
Smatra ga se jednim od najvećih dometa poljske i europske proze između dva svjetska rata, pa i cijelog 20. stoljeća. Židovskog je podrijetla, sin skromnih trgovaca. Život je skončao kad ga je jedan nacist ustrijelio na ulici. 

## Djela
- Dućani cimetne boje (Sklepy cynamonowe, 1934.) prva je Schulzova autobiografska zbirka pripovjedaka, u kojoj, kako autor sam navodi "pokušava rekonstruirati povijest jedne obitelji, jedne kuće u provinciji - ne od njenih realnih elemenata, događaja i karaktera ili istinskih sudbina, već istražujući mitski sadržaj iznad njih, konačni smisao te povijesti."

- Sanatorij pod Klepsidrom (Sanatorium pod Klepsydrą, 1937.) druga je njegova zbirka pripovjedaka kojom je znatno utjecao na mnogobrojne svjetske pisce.

## Utjecaj
Njegova proza je u velikome utjecala na književno stvaralaštvo hrvatskog književnika Stanka Andrića.